# Leichtathletik-Weltmeisterschaften 1993/10.000 m der Frauen

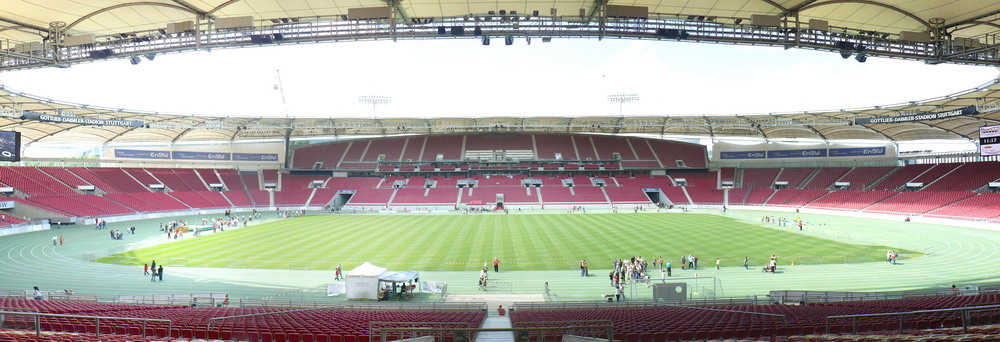
Das Stuttgarter Gottlieb-Daimler-Stadion im Jahr 2007

Der 10.000-Meter-Lauf der Frauen bei den Leichtathletik-Weltmeisterschaften 1993 wurde am 19. und 21. August 1993 im Stuttgarter Gottlieb-Daimler-Stadion ausgetragen.
Wie schon fünf Tage zuvor über 3000 Meter dominierten die chinesischen  Langstreckenläuferinnen das Rennen und erzielten am Ende einen Doppelsieg. Immerhin blieb ihren Konkurrentinnen diesmal die Bronzemedaille – es waren nur zwei Chinesinnen am Start. Weltmeisterin wurde Wang Junxia. Sie gewann vor der Vizeweltmeisterin von 1991 und zweifachen Asienmeisterin über 3000 Meter (1989/1991) Zhong Huandi. Bronze ging an die erst fünfzehnjährige Kenianerin Sally Barsosio.

## Rekorde

### Bestehende Rekorde
| Weltrekord               | 30:13,74 min | Ingrid Kristiansen | Oslo, Norwegen          | 5. Juli 1986      |
| Weltmeisterschaftsrekord | 31:05,85 min | Ingrid Kristiansen | WM 1987 in Rom, Italien | 4. September 1987 |

### Rekordverbesserung
Die chinesische Weltmeisterin Wang Junxia verbesserte den bestehenden WM-Rekord im Finale am 21. August um 16,55 Sekunden auf 30:49,30 min.
Darüber hinaus gab es zwei weitere Rekorde:
- Die kenianische Bronzemedaillengewinnerin Sally Barsosio stellte mit 31:15,38 min einen neuen Juniorenweltrekord auf.
- Die elftplatzierte Brasilianerin Carmem de Oliveira stellte mit 31:47,76 min einen neuen Südamerikarekord auf.

## Vorrunde
19. August 1993, 20:55 Uhr
Bei 39 Teilnehmerinnen wurde es notwendig, eine Vorrunde anzusetzen. Es gab zwei Vorläufe. Die ersten zehn Athletinnen pro Lauf – hellblau unterlegt – sowie die darüber hinaus fünf zeitschnellsten Läuferinnen – hellgrün unterlegt – qualifizierten sich für das Viertelfinale.

### Vorlauf 1
| Platz | Name                 | Nation              | Zeit (min) |
| ----- | -------------------- | ------------------- | ---------- |
| 1     | Sally Barsosio       | Kenia               | 32:27,99   |
| 2     | Lynn Jennings        | USA                 | 32:28,30   |
| 3     | Wang Junxia          | Volksrepublik China | 32:28,35   |
| 4     | Albertina Dias       | Portugal            | 32:28,39   |
| 5     | Conceição Ferreira   | Portugal            | 32:28,42   |
| 6     | Naomi Yoshida        | Japan               | 32:28,66   |
| 7     | Carmem de Oliveira   | Brasilien           | 32:29,48   |
| 8     | Uta Pippig           | Deutschland         | 32:31,90   |
| 9     | Iulia Olteanu        | Rumänien            | 32:32,51   |
| 10    | Olga Appell          | Mexiko              | 32:34,43   |
| 11    | Rosario Murcia       | Frankreich          | 32:56,24   |
| 12    | Elaine Van Blunk     | USA                 | 33:06,44   |
| 13    | Julia Sakara         | Simbabwe            | 33:20,16   |
| 14    | Junko Kataoka        | Japan               | 33:21,31   |
| 15    | Wiktoria Nenaschewa  | Russland            | 33:23,19   |
| 16    | Lisa Harvey          | Kanada              | 33:24,66   |
| 17    | Vikki McPherson      | Großbritannien      | 33:49,51   |
| 18    | Jayanthi Palaniappan | Malaysia            | 33:56,72   |
| 19    | Barbara Moore        | Neuseeland          | 34:38,27   |
| 20    | Aura Morales         | Guatemala           | 36:06,02   |
| DNS   | Martha Ernstsdóttir  | Island              |            |

### Vorlauf 2

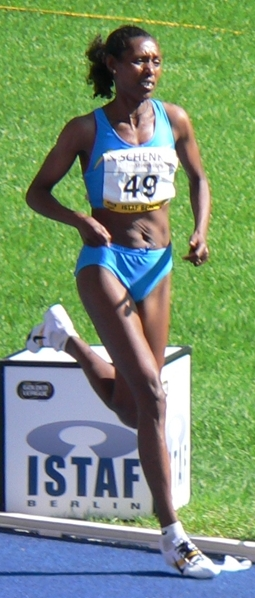
Berhane Adere, amtierende Afrikameisterin, über 3000 Meter, schied als Vierzehnte ihres Vorlaufs aus – auf ihre großen Erfolge musste sie noch einige Jahre warten

| Platz | Name                 | Nation              | Zeit (min) |
| ----- | -------------------- | ------------------- | ---------- |
| 1     | Anne Marie Letko     | USA                 | 32:26,22   |
| 2     | Zhong Huandi         | Volksrepublik China | 32:26,40   |
| 3     | Maria Guida          | Italien             | 32:26,60   |
| 4     | Tegla Loroupe        | Kenia               | 32:26,67   |
| 5     | Izumi Maki           | Japan               | 32:26,89   |
| 6     | Elana Meyer          | Südafrika           | 32:28,02   |
| 7     | Fernanda Ribeiro     | Portugal            | 32:29,21   |
| 8     | Päivi Tikkanen       | Finnland            | 32:51,72   |
| 9     | Kathrin Weßel        | Deutschland         | 32:52,06   |
| 10    | Suzana Ćirić         | BR Jugoslawien      | 32:58,38   |
| 11    | Catherina McKiernan  | Irland              | 33:00,38   |
| 12    | Gitte Karlshøj       | Dänemark            | 33:05,13   |
| 13    | María Isabel Juárez  | Mexiko              | 33:17,94   |
| 14    | Berhane Adere        | Äthiopien           | 33:20,62   |
| 15    | Martha Tenorio       | Ecuador             | 33:50,68   |
| 16    | Lesley Morton        | Neuseeland          | 33:54,39   |
| 17    | Marilu Salazar       | Peru                | 33:58,62   |
| 18    | Gulsara Dodobojewa   | Tadschikistan       | 39:30,28   |
| 19    | Tevdenshigmed Enh-Od | Mongolei            | 40:32,86   |
| DNS   | Ma Ningning          | Volksrepublik China |            |
| DNS   | Tamara Koba          | Ukraine             |            |

## Finale
21. August 1993, 18:50 Uhr
| Platz | Athletin            | Land                | Zeit (min)  |
| ----- | ------------------- | ------------------- | ----------- |
|       | Wang Junxia         | Volksrepublik China | 30:49,30 CR |
|       | Zhong Huandi        | Volksrepublik China | 31:12,55    |
|       | Sally Barsosio      | Kenia               | 31:15.38 WJ |
| 04    | Tegla Loroupe       | Kenia               | 31:29,91    |
| 05    | Lynn Jennings       | USA                 | 31:30,53    |
| 06    | Conceição Ferreira  | Portugal            | 31:30,60    |
| 07    | Albertina Dias      | Portugal            | 31:33,03    |
| 08    | Anne Marie Letko    | USA                 | 31:37,36    |
| 09    | Uta Pippig          | Deutschland         | 31:39,97    |
| 10    | Fernanda Ribeiro    | Portugal            | 31:40,51    |
| 11    | Carmem de Oliveira  | Brasilien           | 31:47,76 SR |
| 12    | Maria Guida         | Italien             | 32:15,34    |
| 13    | Kathrin Weßel       | Deutschland         | 32:27,38    |
| 14    | Olga Appell         | Mexiko              | 32:32,51    |
| 15    | Naomi Yoshida       | Japan               | 32:35,44    |
| 16    | Iulia Olteanu       | Rumänien            | 32;40,61    |
| 17    | Izumi Maki          | Japan               | 32:35,44    |
| 18    | Rosario Murcia      | Frankreich          | 32:54,65    |
| 19    | Suzana Ćirić        | BR Jugoslawien      | 33:36,72    |
| 20    | María Isabel Juárez | Mexiko              | 33:28,47    |
| 21    | Elaine Van Blunk    | USA                 | 33:42,85    |
| 22    | Gitte Karlshøj      | Dänemark            | 33:58,58    |
| DNF   | Catherina McKiernan | Irland              |             |
| DNF   | Päivi Tikkanen      | Finnland            |             |
| DNF   | Elana Meyer         | Südafrika           |             |

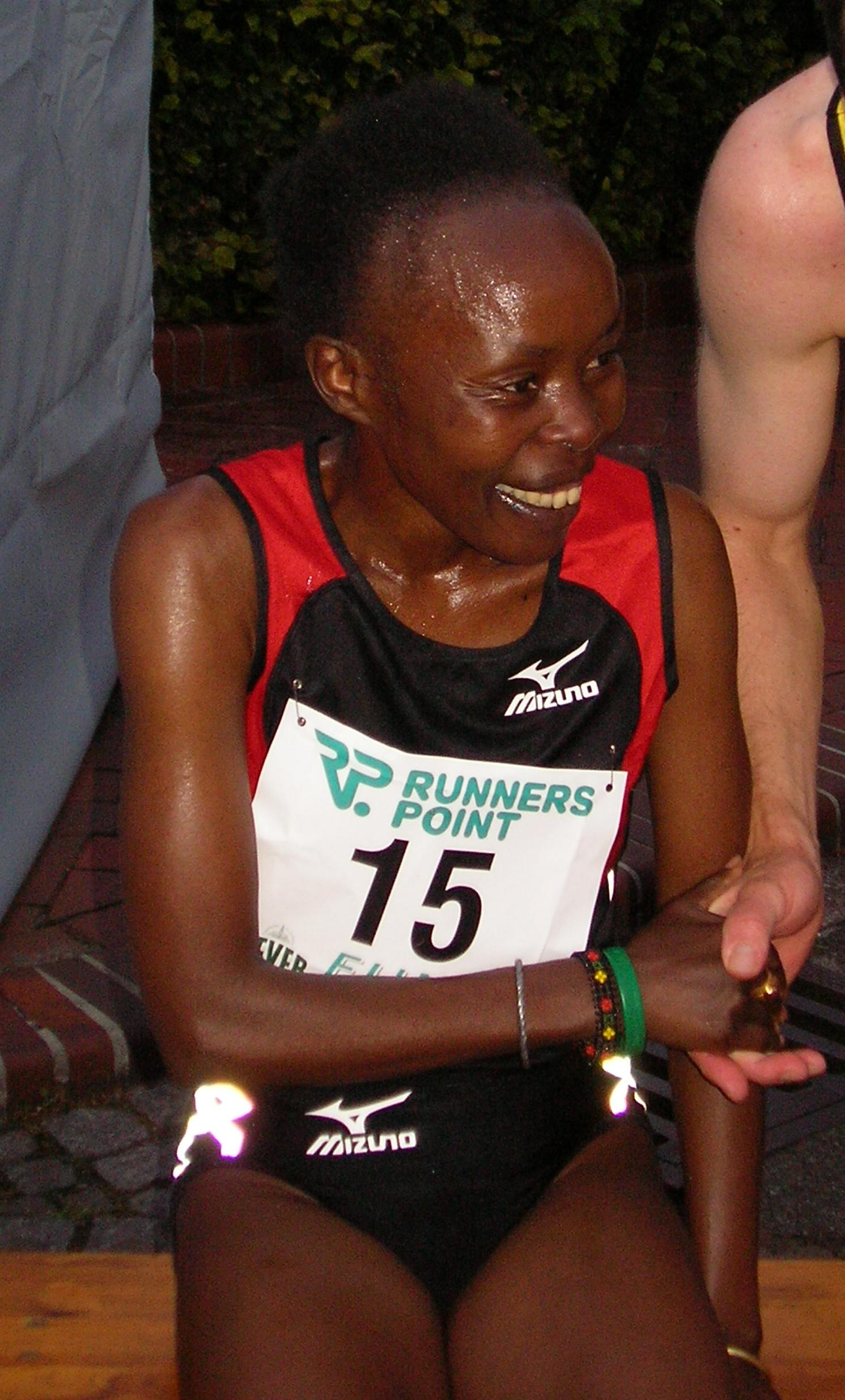
Tegla Loroupe erreichte Platz vier – später war sie vor allem im Marathonlauf sehr erfolgreich

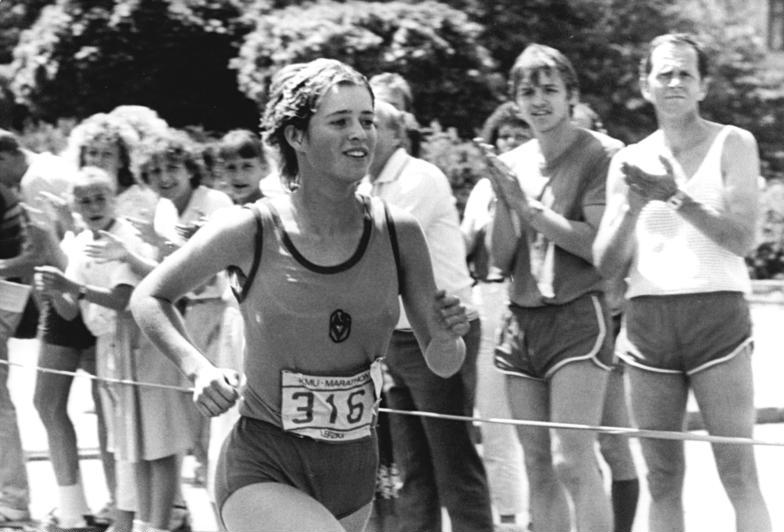
Uta Pippig belegte Rang neun

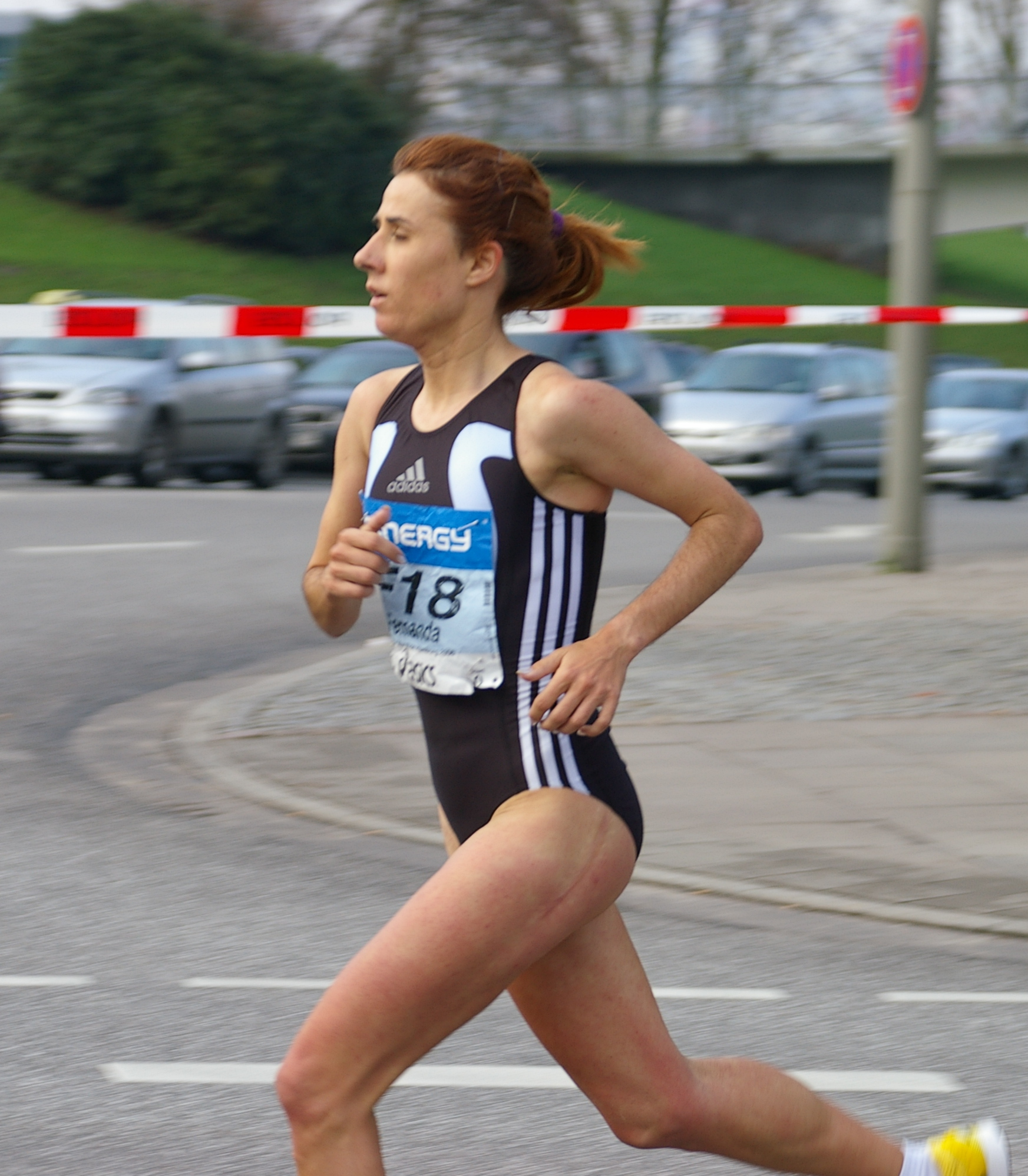
Die zehntplatzierte Fernanda Ribeiro errang in den kommenden Jahren eine Reihe von olympischen, WM- und EM-Medaillen
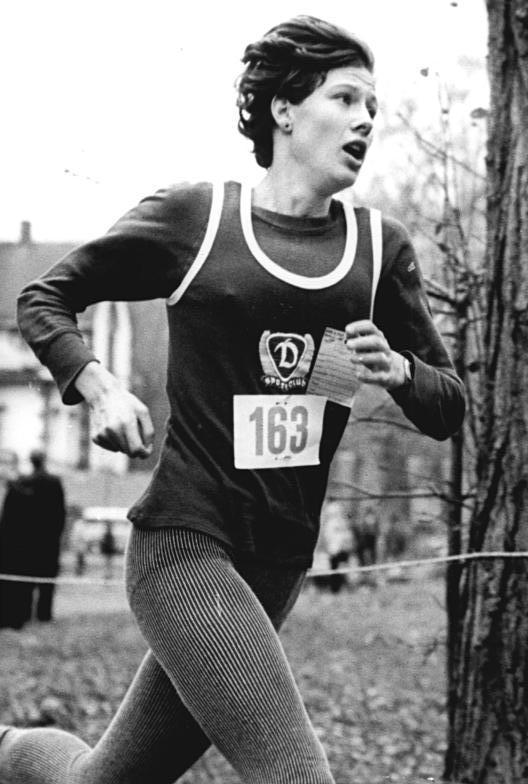
Die WM-Dritte von 1987 und Vizeeuropameisterin von 1990 Kathrin Weßel, frühere Kathrin Ullrich, wurde Dreizehnte

## Video
- Women's 10,000m Stuttgart 1993 WC, Video veröffentlicht am 28. September 2010 auf youtube.com, abgerufen am 18. Mai 2020